# Арне Крістер Фуглесанг
Арне Крістер Фуглесанг (швед. Arne Christer Fuglesang; нар. 18 березня 1952, Стокгольм, Швеція) — шведський фізик і перший астронавт Швеції. Він також перший астронавт зі скандинавських країн.
Крістер Фуглесанг народився в Стокгольмі. Його мати — шведка, батько — норвежець, який отримав шведське громадянство незадовго до народження Крістера.

## Фізик
Фуглесанг отримав у 1981 році ступінь магістра в галузі інженерної фізики в Королівському технологічному інституті в Стокгольмі. У 1987 року Фуглесанг удостоївся ступеня доктора в галузі експериментальної фізики елементарних частинок в університеті Стокгольма. Став почесним доктором університету Умео.
Фуглесанг працював на прискорювачі заряджених частинок в Європейському центрі ядерних досліджень в Женеві. Займався дослідженням К-мезонів. З листопада 1990 року Фуглесанг працював над новим проектом Великого адронного колайдера, а також в ЦЕРНІ. У 1991 році став доцентом фізики елементарних частинок в Стокгольмському університеті.

## Астронавт
З 1989 року Європейське космічне агентство проводило відбір до другої групи кандидатів на космічний політ. У 1992 року в цю групу астронавтів був включений і Крістер Фуглесанг. У жовтні 1992 року Фуглесанг пройшов чотиритижневий курс навчання в Зоряному містечку, в Росії. Надалі він продовжив підготовку в Європейському центрі астронавтів в Кельні (Німеччина). У травні 1993 року Крістера Фуглесанга знову напраили до Росії, де він разом з Томасом Райтером проходив підготовку до космічного польоту за спільною російсько-європейською програмою «Євросвіт-95». Після закінчення підготовки основним кандидатом на політ за програмою «Євросвіт-95» був названий Томас Райтер, а Крістер Фуглесанг був його дублером. Фуглесанг проходив підготовку для польотів на космічних суднах «Союз» до осені 1996 року. Потім він попрямував до США для підготовки до космічних польотів на американських шаттлах. Після навчання в НАСА в квітні 1998 року отримав кваліфікацію спеціаліста польоту. З травня по жовтень 1998 року Фуглесанг проходив підготовку за програмою командира для управління кораблем «Союз» при відстиковці від космічної станції і приземленні. У жовтні 1998 року він повернувся в НАСА і працював у відділі астронавтів, де координував роботу з російськими кораблями «Союз» і «Прогрес». Пізніше він перебував у складі екіпажу підтримки для 2-ї експедиції МКС.
Крістер Фуглесанг здійснив перший космічний політ з 10 по 22 грудня 2006 року на шатлі «Діскавері» STS-116, що виконував експедицію відвідування на Міжнародну космічну станцію. Під час цього польоту він три рази виходив у відкритий космос. Тривалість польоту склала 12 діб 20 годин і 45 хвилин. Сумарна тривалість трьох виходів у відкритий космос склала 18 годин 14 хвилин.
В ході другого свого польоту з 29 серпня по 11 вересня 2009 року шведський астронавт також відвідав МКС на шатлі «Діскавері» STS-128 як фахівець польоту. Перебуваючи на МКС, він двічі здійснив вихід у відкритий космос (тривалістю 6 год. 39 хв. і 7 год. 01 хв.). Тривалість польоту склала 13 діб 20 год. 53 хв. 48 с.
Крістер Фуглесанг під час перебування на МКС встановив світовий рекорд з фрісбі в категорії Максимальний час польоту, запустивши літаючий диск в повітря на 20 секунд. Ця подія включена Всесвітньою федерацією літаючих дисків в офіційний список рекордів в категорії «галактичний рекорд» (оскільки він встановлений поза Землею).

## Особисте життя
Крістер Фуглесанг одружений з Елізабет Валльді й має двох дочок, Малін і Деніз, і сина Рутгера. Його хобі — вітрильний спорт, лижний спорт, фрісбі і читання. Радіоаматор з позивними SA0AFS / KE5CGR.

## Нагороди
- Золота медаль Його Величності Короля (Швеція, 2007)
- Медаль за видатну службу (НАСА, 2010)[5]
- Медаль «За космічний політ» (НАСА, 2007 і 2009).